# Berlin-Hakenfelde
Hakenfelde is een stadsdeel van Berlijn en behoort tot het district Spandau. 

## Ligging
Hakenfelde ligt in het natuurgebied van de laagvlakte Zehdenick-Spandauer Havel. In het zuiden en zuidwesten grenst het aan wijken Falkenhagener Feld en Spandau. In het oosten vormt de Havel een natuurlijke grens. De in de Havel gelegen eilanden Eiswerder en Kleiner Wall behoren ook tot Hakenfelde. In het noorden en westen vorm Hakenfelde de Berlijnse stadsgrens met Brandenburgse en grens het aan Hennigsdorf, Schönwalde-Glien en Falkensee. Qua oppervlake is Hakenfelde het grootste deel van het district Spandau. Bijna twee derde van het grondgebied bestaat uit het Spandau Forst, een druk bezocht recreatiegebied met wildreservaten en wandel- en fietspaden.

## Geschiedenis
De naam Hakenfelde is afgeleid van een zuivelfabriek die in 1730 aan de rand van Spandau werd gebouwd en die werd vernoemd naar de bouwer en eigenaar, de koopman Johann Ludwig Haake (ook: Haacke). Tot in de 20ste eeuw was de spelling van het gebied dan ook Hackenfelde. Op 8 februari 1947 brandde het populaire café Karslust af waarbij 80 jongeren om het leven kwamen. 

## Sport
Spandauer SC Teutonia 1899 is een fusieclub die ontstond in 1992. Voorgangerclubs speelden voor de Tweede Wereldoorlog wel enkele seizoenen in de hoogste reeksen. In 2005 speelde deze club voor het laatst in de Berlin-Liga, de hoogste amateurklasse van Berlijn. Ook Spandauer FC Veritas speelt in Hakenfelde en speelt in de lagere Berlijnse reeksen. 
Falkenhagener Feld |
Gatow |
Hakenfelde |
Haselhorst |
Kladow |
Siemensstadt |
Spandau |
Staaken |
Wilhelmstadt